# Tetrix bipunctata
Tetrix bipunctata је врста инсекта из реда правокрилаца - Orthoptera.

## Распрострањење
Tetrix bipunctata се јавља од Шпаније преко Француске и централне Европе до Тихог океана. Распрострањен је и уобичајен у алпском региону. У Србији насељава углавном планинске делове земље, мада постоји и неколико налаза испод 500мнв.

## Опис
Спада међу најкрупније представнике рода Tetrix. Обојеност варира од смеђе до црне. Мужјаци су величине од 8 до 10 мм, док су женке нешто веће и дужина тела им се креће у распону од 9 до 13 мм.

## Биологија и екологија
Хране се лишајевима, маховинама, детритусом, алгама или ниским биљкама. Насељавају ливаде и шумске чистине. Ова врсте презимљава као одрасла јединка, тако да се може пронаћи током читаве године. Углавном се среће током пролећа и јесени, а ларве су чешће током лета. Ларве се излежу 15 дана након полагања јаја.

## Синоними
Nomotettix arcticus Hancock, 1909
Acrydium bifasciatum Herbst, 1786
Acrydium bipunctatum variety explicatum Ebner, 1910
Tetrix obscura Hagenbach, 1822
Tetrix arcticus obtusus Hancock, 1909
Acrydium opacum Herbst, 1786
Tetrix kraussi paradoxa Haij, 1914
Тettix schrankii Fieber, 1844
Tetrix sjostedti Bey-Bienko, 1934
Tetrix sjostedtiana Bey-Bienko & Mishchenko, 1951
Tetrix bipunctata subaptera Haij, 1914
Tetrix kraussi tuberculata Haij, 1914
Tetrix validus Hancock, 1909
Gryllus (Bulla) xyphothyreus Schrank, 1781